# Bomolocha mesomelaena
Bomolocha mesomelaena är en fjärilsart som beskrevs av George Francis Hampson 1902. Bomolocha mesomelaena ingår i släktet Bomolocha och familjen nattflyn. Inga underarter finns listade i Catalogue of Life.